# Oroscopa punctata
Oroscopa punctata là một loài bướm đêm trong họ Erebidae.